# Sesamothamnus lugardii
Sesamothamnus lugardii är en sesamväxtart som beskrevs av N E. Brown och Otto Stapf. Sesamothamnus lugardii ingår i släktet Sesamothamnus och familjen sesamväxter. Inga underarter finns listade i Catalogue of Life.

## Bildgalleri

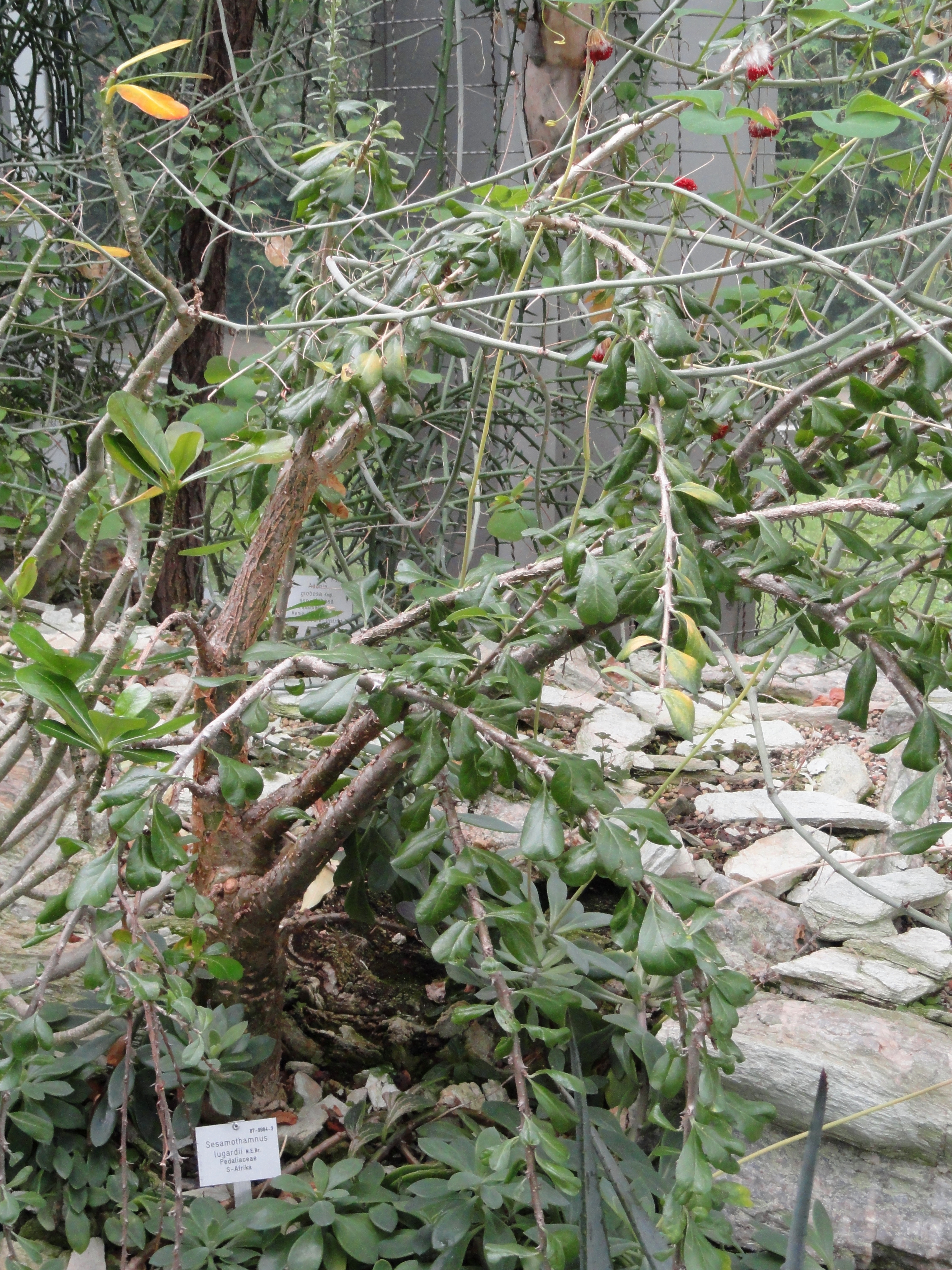